# Лорча

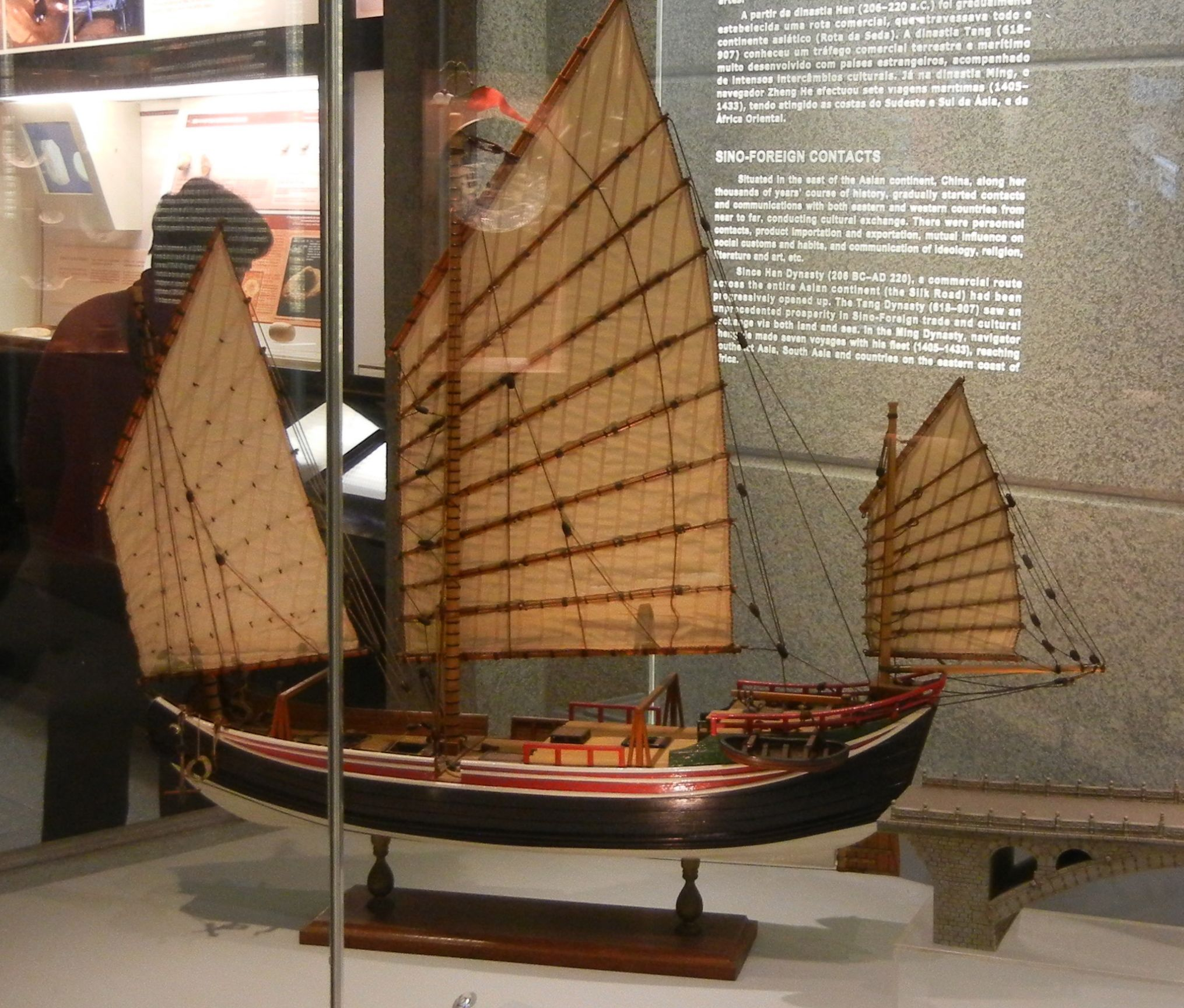
Модель лорчи в музее Макао, 2011 год.

Лорча — мореходный бот, распространённый в странах Юго-Восточной Азии (Таиланд, Бирма и так далее).

## Конструкция
Лорча — разновидность джонки с китайским такелажем и европейским корпусом, на котором установлены 1—3 мачты. Парусное вооружение одномачтовой лорчи состояло из широкого поперечного прямого паруса. На многомачтовых лорчах применялись и прямые, и косые паруса разных размеров. Очень часто носовая оконечность несла на себе декоративное украшение, которое нередко выглядело, как золочёный шар. Кормовой помост совмещал в себе функции капитанского мостика и рулевого поста.
Обычно весь экипаж лорчи состоял из одной семьи.
После первой опиумной войны в основном использовались английскими торговцами в регионе Китая. Вторая опиумная война началась с захвата китайцами лорчи «Arrow».